# Найдёнов, Андрей Алексеевич
Андре́й Алексе́евич Найдёнов (25 августа 1977, Москва) — российский кинооператор.

## Биография
Андрей Найдёнов родился 25 августа 1977 года в Москве в семье кинооператора Алексея Найдёнова.
В 1999 году окончил операторский факультет ВГИКа (мастерская Вадима Юсова); дипломной работой выпускника стала полнометражная лента «Новости» режиссёра Ильи Хотиненко. Творческая биография Найдёнова включает более двух десятков фильмов, среди которых картина Ивана Вырыпаева «Эйфория», участвовавшая в основной программе 63-го Венецианского МКФ (2006); на этом кинофестивале оператор Найдёнов был удостоен приза «За мужественную простоту выразительных средств, за поэтическую силу пейзажей, полученную исключительной фотографией».
Критик Нина Цыркун («Искусство кино»), оценивая умение оператора создавать кинопейзажи с помощью камеры, обнаружила в фильме «природный контекст», лишённый видимых признаков сегодняшней культуры:
...Операторы Сергей Астахов и Андрей Найдёнов, укрупняя, изысканно преображают его лицо в мертвенно-белую античную маску. Невольно возникает крамольная мысль, что само звучное греческое слово «эйфория» выбрано не столько для обозначения диагноза героев или расшифровки замысла, сколько для экзотической «античной» красоты.
Творческое сотрудничество Андрея Найдёнова и Ивана Вырыпаева продолжилось в картинах «Кислород», «Танец Дели» и «Спасение».
Член европейской гильдии кинооператоров «IMAGO».

## Фильмография
- 1999 — «Новости», реж. Илья Хотиненко
- 2000 — «Лицо французской национальности», реж. Илья Хотиненко
- 2001 — «Смеситель» (совместно с Алексеем Найдёновым), реж. Владимир Панжев и Андрей И
- 2001 — «Одиссея 1989», реж. Илья Хотиненко
- 2001 — «Новогодние приключения», реж. Евгений Серов
- 2001 — «Сыщик с плохим характером» (совместно с Василием Сикачинским)
- 2002 — «Охота на зайцев», реж. Игорь Волошин
- 2002 — «Порода» (телесериал)
- 2003 — «Другой район»
- 2003 — «Инструктор» (телесериал)
- 2004 — «Неуправляемый занос», реж. Георгий Шенгелия
- 2004 — «Горыныч и Виктория» (телесериал), реж. Владимир Грамматиков
- 2005 — «Подкидной» (телесериал)
- 2005 — «Эйфория», реж. Иван Вырыпаев
- 2006 — «Слушая тишину», реж. Александр Касаткин
- 2007 — «Коза», реж. Игорь Волошин
- 2008 — «Пикап: съём без правил»
- 2008 — «Москва, я люблю тебя!», к/а, новелла «Mosca ti amo!», реж. Александр Касаткин
- 2009 — «Гидравлика»
- 2009 — «Кислород», реж. Иван Вырыпаев
- 2012 — «Танец Дели», реж. Иван Вырыпаев
- 2012 — «Дочь», реж. Наталья Назарова
- 2013 — «Абхазская сказка»
- 2014 — «Выпускной»
- 2014 — «Прошлым летом в Чулимске», реж. Виктор Демент
- 2015— «Спасение», реж. Иван Вырыпаев
- 2015 — «Находка», реж. Виктор Демент
- 2016 — «Повелители снов», реж. Ирина Багрова
- 2016 — «Вышибала», реж. Сергей Крутин, Александр Аравин
- 2019 — «Простой карандаш», реж. Наталья Назарова
- 2020 — «Дорогие товарищи!», реж. Андрей Кончаловский
- 2020 — «На дальних рубежах», реж. Максим Дашкин
- 2020 — «Зоя», реж. Максим Бриус, Леонид Пляскин
- 2021 — «Краш», реж. братья Пресняковы
- 2022 — «Брат во всём», реж. Александр Золотухин
- 2023 — «Рыжий», реж. Семён Серзин
- 2024 — «Хроники русской революции», реж. Андрей Кончаловский

## Награды и фестивали
- ОРКФ «Кинотавр» (2002) — приз президентского совета фестиваля «За поиск нового киноязыка» («Смеситель»)
- Международный кинофорум «Золотой Витязь» (2003) — приз за лучшую операторскую работу («Охота на зайцев»)
- Международный кинофестиваль в Венеции (2006) — приз «За мужественную простоту выразительных средств, за поэтическую силу пейзажей, полученную исключительной фотографией» («Эйфория»)
- Премия «Белый Слон» Гильдии киноведов и кинокритиков России (2006) — приз за лучшую операторскую работу («Эйфория»)
- Кинопремия «Ника» (2007) — номинация «За лучшую операторскую работу» («Эйфория»)
- Российский кинофестиваль «Литература и кино» в Гатчине (2012) — приз за лучшую операторскую работу («Кислород»)
- ОРКФ «Кинотавр» (2015) — приз за лучшую операторскую работу («Находка»)
- Премия «Белый квадрат» (2021) — приз за лучшую операторскую работу в полнометражном игровом фильме («Дорогие товарищи!»)[3]